# Relação entre as artes e a política
Através das épocas históricas, entre as mais variadas culturas, é perceptível uma forte relação entre a arte e a política. Como se desenvolve esta relação depende muito de movimentos políticos e culturais de cada época. Não é raro que arte e os donos do poder andem de mãos dadas, seja por necessidade, seja por conveniência. Foi comum a prática do Mecenato, que financiava artistas, melhorava a reputação e ainda promoviam os interesses políticos daqueles que pagavam; outros artistas, porém, se alinhavam aos regimes no poder, como na Alemanha Nazista. Em outros momentos, os artistas tiveram posições independentes dos governos, arriscando até mesmo a própria vida em favor dos ideais, como Víctor Jara durante a Ditadura militar chilena, por exemplo.
À medida com que o tempo passa as artes assumem dimensões políticas e sociais, tornando-se um foco de controvérsia e até uma força de mudança política e social. Alguns exemplos de obras com críticas políticas são: "A morte de Marat", "Três de Maio de 1808", "Tampouco", entres outros.
Uma observação generalizada é que um grande talento tem espírito livre. Por exemplo, Pushkin, que alguns estudiosos consideram o primeiro grande escritor da Rússia, atraiu a irritação louca do oficialismo russo e particularmente do czar, já que ele "em vez de ser um bom servo do estado no ranking e arquivo do administração e louvando virtudes convencionais em seus escritos vocacionais (se for necessário escrever), compôs versos extremamente arrogantes e extremamente independentes e extremamente perversos, nos quais uma perigosa liberdade de pensamento era evidente na novidade de sua versificação, na audácia de sua fantasia sensual, e em sua propensão a tirar sarro dos tiranos maiores e menores ".

## História da arte e mudança social e política
De acordo com Groys, "a arte tem seu próprio poder no mundo e é tão uma força no jogo de poder da política global hoje quanto era na arena da política da guerra fria".
Pertencendo a fenômenos politicamente intratáveis, como os conflitos modernos no Oriente Médio, no entanto, alguns artistas e críticos sociais acreditam que "a arte é inútil como uma ferramenta para a mudança política". Existem, no entanto, exemplos em que os artistas empregam arte a serviço da mudança política.

## O papel da poesia
Os poetas são os legisladores não reconhecidos do mundo.— Percy Bysshe Shelley A Defence of Poetry
O poeta italiano Ungaretti, quando entrevistado pelo diretor Pasolini para o documentário Love Meetings em 1964 sobre transgressão, disse que o fundamento da poesia é transgredir todas as leis: "Sou poeta e, como tal, começo a transgredir todas as leis fazendo poesia".

## Exemplos

### Internacional Situacionista
A Internacional Situacionista (SI), um pequeno grupo de agitadores políticos e artísticos internacionais com raízes no marxismo, lettrismo e nas vanguardas artísticas e políticas européias do início do século XX, formados em 1957, aspirava a grandes transformações sociais e políticas; Antes de se separar em 1972 e se dividir em vários grupos diferentes, incluindo a Bauhaus Situacionista, a Antinacional e a Segunda Internacional Situacionista, o primeiro SI tornou-se ativo na Europa nos anos 60 e em outros lugares do mundo e foi caracterizado por um anticapitalista. e perspectiva surrealista sobre estética e política, segundo o historiador de arte italiano Francesco Poli. Nas obras dos situacionistas, observa a estudiosa italiana Mirella Bandini, não há separação entre arte e política; os dois se confrontam em termos revolucionários.
Historicamente, ideias revolucionárias surgiram primeiro entre artistas e intelectuais.[carece de fontes?]É por isso que um mecanismo preciso para desarmar o papel de artistas e intelectuais é a relegar-los em especializados, disciplinas compartimentadas, a fim de impor não naturais dicotomias como a "separação da arte da política". Uma vez separados os trabalhos artístico-intelectuais dos eventos atuais e de uma crítica abrangente da sociedade, eles são esterilizados e podem ser integrados com segurança à cultura oficial e ao discurso público, onde podem adicionar novos sabores às velhas ideias dominantes e desempenhar o papel de uma roda de engrenagem no mecanismo da sociedade do espetáculo.

### Poster art
"Não contente em reivindicar música de esquerda", os pôsteres do Partido Conservador no Reino Unido reciclaram estilos de arte icônicos da "revolução socialista" para comunicar sua mensagem política em 2008.

### Entropa
A escultura Entropa, do escultor tcheco David Černý, foi encomendada para marcar a presidência tcheca do Conselho da União Europeia durante o primeiro semestre de 2009, ilustra como a arte pode entrar em conflito com a política, criando vários tipos de controvérsia no processo, intencionalmente e involuntariamente. A Entropa atraiu controvérsia tanto por suas representações estereotipadas dos vários estados membros da UE como por ter sido uma criação de Černý e dois amigos, e não, como Černý pretendia, uma colaboração de 27 artistas de cada um dos estados membros.  Alguns estados membros da UE reagiram negativamente à representação de seu país, com a Bulgária, por exemplo, decidindo convocar o embaixador tcheco em Sofia para discutir a ilustração do país dos Balcãs como uma coleção de banheiros agachados (ČTK). Essa "farsa em toda a Europa ... revela verdades mais profundas" não apenas sobre os países, mas "sobre a própria arte" (Gavrilova).

### Estética russa
Segundo Esti Sheinberg, professora de música na Universidade de Edimburgo, em seu livro Ironia, Sátira, Paródia e Grotesco na Música de Shostakovich, na "percepção russa tradicional das artes", uma "inter-relação entre técnica artística e o conteúdo ideológico é o principal critério estético "(ix; cf. Blois).

### Música clássica
Ludwig van Beethoven não usou o título original "Ode à Liberdade" da letra de Friedrich Schiller, conhecido em inglês como "Ode à Alegria" (1785), para defini-la como música no movimento final de sua Nona Sinfonia (1824)., que "os censores napoleônicos forçaram o poeta a mudar para 'Ode to Joy'". Após a queda do Muro de Berlim, em 9 de novembro de 1989, que o dia de Natal, quando Leonard Bernstein conduziu um desempenho da Nona de Beethoven no local da antiga Alemanha Oriental – Alemanha Ocidental fronteira, em Berlim, um concerto transmitido nacionalmente nos Estados Unidos, ele substituiu Freedom for Joy para refletir sua própria "mensagem pessoal".

### Música folclórica e de protesto
Em fevereiro de 1952, o Serviço de Alfândega dos Estados Unidos apreendeu o passaporte de Paul Robeson, impedindo-o de deixar os Estados Unidos para viajar para a Quarta Convenção Canadense da União Internacional dos Trabalhadores em Minas, Moinhos e Fundidores, em Vancouver, British Columbia, Canadá ; mas, depois que "a convenção ouviu Robeson cantar por telefone", o sindicato organizou "um concerto na fronteira EUA-Canadá". De acordo com o relato da "Celebração do Centenário de Paul Robeson": "Robeson cantou e falou por 45 minutos. Ele apresentou sua primeira música dizendo: 'Eu estou aqui hoje sob grande estresse, porque eu ouso, todos vocês, lutar pela paz e por uma vida decente para todos os homens, mulheres e crianças' ... [e, acompanhados por Lawrence Brown, ao piano], começou a cantar espirituais, canções folclóricas, canções trabalhistas e uma versão apaixonada do Old Man River, escrita para ele na década de 1920, enunciando lentamente 'mostre um pouco de coragem e você cai na cadeia', sublinhando a fato de que seu governo transformou o país inteiro em uma prisão para Robeson e muitos outros".
Na década de 1960, as canções de Pete Seeger, Joan Baez, Bob Dylan e outros protestaram contra o racismo, a guerra e o complexo industrial militar, continuando uma tradição artística americana de protesto político fundada durante sua era colonial.

### Restrições em locais de música ao vivo

#### Nos Estados Unidos
Em vigor de julho de 1985 a maio de 2002 e considerada por seus oponentes uma "lei antimúsica " draconiana, a Teen Dance Ordinance (TDO), que impõe restrições aos clubes que admitem menores de 21 anos em Seattle, Washington, ainda estava em vigor. o assunto de prolongada oposição política e jurídica no Tribunal Federal dos EUA no início de 2002, quando um processo movido pelo Comitê de Ação de Artistas Conjuntos e Promoções de Música (JAMPAC) em 2000 ainda estava sendo julgado. Em maio de 2002, o juiz Lasnik decidiu pela cidade de Seattle no processo da JAMPAC, não constatando infração constitucional à Primeira Emenda e decidindo que o assunto é político para o Conselho da Cidade de Seattle decidir, não os tribunais; durante o curso do processo, o sucessor do prefeito Schell, Greg Nickels, um proponente do projeto, reenviou a ordenança ao Conselho da Cidade de Seattle e, em 12 de agosto de 2002, a nova ordenança de dança para todas as idades (AADO) substituiu o TDO, mas não foi considerado um grande avanço por seus críticos.
Em maio de 2008, uma "Portaria de Promotores" proposta pelo Conselho da Cidade de Chicago despertou oposição em Chicago, Illinois, por ser considerada uma expressão excessivamente restritiva e sufocante.

#### No Reino Unido
Após a implementação da Lei de Licenciamento de 2003, o distrito de Hillingdon, em Londres, citou "o interesse da ordem pública e a prevenção do terrorismo" como razões para esperar que os promotores de eventos de música ao vivo preencham o Formulário 696 da Polícia Metropolitana. Embora posteriormente esclarecido por um porta-voz da polícia como "não obrigatório ", a "demanda" percebida pelas informações solicitadas em tais formulários de "avaliação de risco" motivou Jon McClure, vocalista do Reverend and The Makers, a publicar uma petição eletrônica em a seção "Petições eletrônicas" do site oficial de Gordon Brown, primeiro-ministro do Reino Unido, em Number10.gov.uk, para facilitar o protesto contra o que McClure alega ser "discriminação racial" ocasionada por tais restrições burocráticas que alguns consideraram " autoritarismo policial". Começa: "Nós, abaixo-assinados, solicitamos ao Primeiro Ministro que descarte o uso desnecessário e draconiano do Formulário 696 dos eventos musicais de Londres".  Em 11 de novembro de 2008, de acordo com Orlowski, "uma dúzia de distritos de Londres havia implementado uma política de 'avaliação de risco' [Formulário 696] para música ao vivo que permite à polícia proibir qualquer música ao vivo caso não receba detalhes pessoais dos artistas. 14 dias de antecedência. "  Orlowski aponta: 
 A demanda destaca explicitamente performances e estilos musicais favorecidos pela comunidade negra: garage e R&B, e MCs e DJs ... No entanto, todas as apresentações musicais - de um homem tocando violão em diante - estão sujeitas às exigências, uma vez implementadas pelo conselho. E a ameaça é séria: o não cumprimento "pode comprometer eventos futuros do promotor ou do local"... O chefe de música do Reino Unido, Feargal Sharkey ... conversando com a audiência do Departamento de Cultura e Mídia e Esportes sobre o licenciamento de locais hoje [11 de novembro de 2008] [concluiu isso]...  "A música ao vivo é agora uma ameaça para a prevenção do terrorismo"... Em resposta, o detetive superintendente Dave Eyles, dos clubes e vice-escritórios do Met, nos disse que 10.000 dessas avaliações de risco seriam processadas este ano. Ele disse que eles não eram obrigatórios: ... 'Não podemos exigir isso; recomendamos que você o forneça como uma prática recomendada. Mas você é bobo, se não o faz, porque está colocando seu local em risco. 
 No início de março de 2009, mais de 16.000 cidadãos ou residentes britânicos haviam assinado o E-Petition da McClure, que permaneceu aberto a potenciais signatários até 1º de dezembro de 2009.

## Trabalhos citados
Blois, Louis.  Book review of Irony, Satire, Parody and the Grotesque in the Music of Shostakovich, by Esti Sheinberg. DSCH Journal 14 (Jan. 2001).  Web.  1 Feb. 2009.
Bush, James. "Courthouse Dance: JAMPAC's Fight to Overturn the Teen Dance Ordinance Moves Forward".  Seattle Weekly.  Village Voice Media, 30 Jan. 2002.  Web.  3 Mar. 2009.
Chan, Sharon Pian. "Initially Hailed, City Dance Law Doesn't Mean Much These Days". The Seattle Times 7 Apr. 2006.  Web.  3 Mar. 2009.
ČTK. "Czech Sculptor Cerny Apologises to Govt for EU Mystification".  České noviny. ČTK, 13 Jan. 2009.  Web.  2 Feb. 2009.
DeRogatis, Jim.  "Background Reading on the Promoter's Ordinance: The Proposed Law, and the Chicago Music Commission's Response to It".  Chicago Sun-Times, Blog.  Sun-Times Media Group, 7 May 2008.  Web.  3 Mar. 2009.  ("Following below are the text of the new promoter's ordinance that the City Council seems prepared to rush to approve next week -- with little input from the Chicago music community – as well as the first public response to it from the Chicago Music Commission, the burgeoning activist group that seems poised to lead the fight in making the ordinance more fair for the community of artists and fans that it hopes to represent in the dark corners of City Hall.")
Esche, Charles, and Will Bradley, eds.  Art and Social Change: A Critical Reader.  London: Tate Publishing: In association with Afterall; New York: Distributed in the United States and Canada by Harry N. Abrams, 2007. ISBN 1-85437-626-8 (10). ISBN 978-1-85437-626-8 (13). "Publisher Description" in WorldCat.  Web.  5 Feb. 2009.
Gavrilova, Dessy.  "Entropa: Art of Politics, Heart of a Nation".  openDemocracy.net.   Open Democracy: Free Thinking for the World, 19 Jan. 2009.  Web.  2 Feb. 2009.  ("First published 16 Jan. 2009.")
Graham, Mark Miller. Book rev. of Art in History, by Larry Silver.  Art Journal (Summer 1996).  FindArticles.com.  Web.  3 Feb. 2009.
Groys, Boris.  Art Power.  Cambridge: MIT Press, 2008. ISBN 0-262-07292-0 (10). ISBN 978-0-262-07292-2 (13).  Book description. MIT Press Catalogue.  Web.  4 Feb. 2009.  [Winner of the 2009 Frank Jewett Mather Award given by the College Art Association (CAA).]
Harris, John.  "Tory Posters Are Now Ripping Off the Iconography of Socialist Revolution".  Guardian.co.uk.  Guardian Media Group, 1 Oct. 2008.  Web.  3 Feb. 2009.
Hoffman, Frank ("modified for the web by Robert Birkline").  "Protest Music".  Survey of American Popular Music (Frank Hoffman).  Course Website for MUS264, taught by Frank Hoffman, Spring 2003.  Sam Houston State University, 2003.  World Wide Web.  3 Mar. 2009.
Howland, George, Jr. "Slow Dance".  Seattle Weekly.  Village Voice Media, 14 Aug. 2002.  Web.  3 Mar. 2009.
Hundal, Sunny.  "This Will Stop the Music".  Guardian.co.uk.  Guardian Media Group, 23 Jan. 2009. Web.  2 Feb. 2009.
Licensing Service (London Borough of Hillingdon, Uxbridge, UK). "The Licensing Act of 2003: London Borough of Hillingdon Statement of Licensing Policy". London Borough of Hillingdon, Jan. 2008. PDF. Web. 3 Mar. 2009. (27 pages).
Lyall, Sarah. "Art Hoax Unites Europe in Displeasure".  New York Times.  New York Times Company, 15 Jan. 2009.  Web.  2 Feb. 2009.
"News: Jon McClure Protests Form 696: Musicians [sic] Sets Up Petition".  Clash.  Clash Music, 2 Dec. 2008. Web.  3 Mar. 2009.  (Includes hyperlinked petition by McClure.)
Orlowski, Andrew.  "Police Vet Live Music, DJs for 'terror risk': Locking Down Garage...and RnB, Basement". The Register: Biting the Hand That Feeds IT. Situation Publishing Ltd (UK), 11 Nov. 2008.  Web.  3 Mar. 2009.
"Paul Robeson Centennial Celebration: Robeson Peace Arch Concert Anniversary: 1952 Concert". Rpt. in Chicago-Area Computer Activism.  Computer Professionals for Social Responsibility – Chicago Chapter.  Rpt. from People's Voice.  Communist Party of Canada, 1–31 Dec. 2001. Web.  3 Mar. 2009.
Poli, Francesco. "Sulla scia dei surrealisti" (1991).  Rpt. in I situazionisti e la loro storia.  Ed. Guy Debord and Gianfranco Sanguinetti.  Trans. F. Scarpelli and A. Andreacchio.  Esplorazioni. 1999.  (63ff.)  Updated and rev. ed.  Rome: Manifestolibri, 2006.  ISBN 88-7285-438-5 (10). ISBN 978-88-7285-438-9 (13). 47–49. Catalogue entry.  Manifestolibri, n.d. Web.  1 Feb. 2009. (em italiano)
Sheinberg, Esti.  Irony, Satire, Parody and the Grotesque in the Music of Shostakovich. Aldershot, Eng., and Burlington, Vermont: Ashgate Publishing, 2000.  ISBN 0-7546-0226-5 (10).  ISBN 978-0-7546-0226-2 (13).
Silver, Larry. Art in History.  New York: Abbeville Press, 1993.  ISBN 1-55859-605-4 (10).  ISBN 978-1-55859-605-4 (13).  "About this book" at Google Books.  Web.  4 Feb. 2009.
Slackman, Michael.  "An Arab Artist Says All the World Really Isn't a Stage".  New York Times.  New York Times Company, 19 Aug. 2006.  Web.  3 Feb. 2009.
Van Gelder, Lawrence. "Footlights: Indoor Activity".  New York Times.  New York Times Company, 26 Mar. 2002.  Web.  3 Mar. 2009.